# Balnafoich (Daviot and Dunlichity)

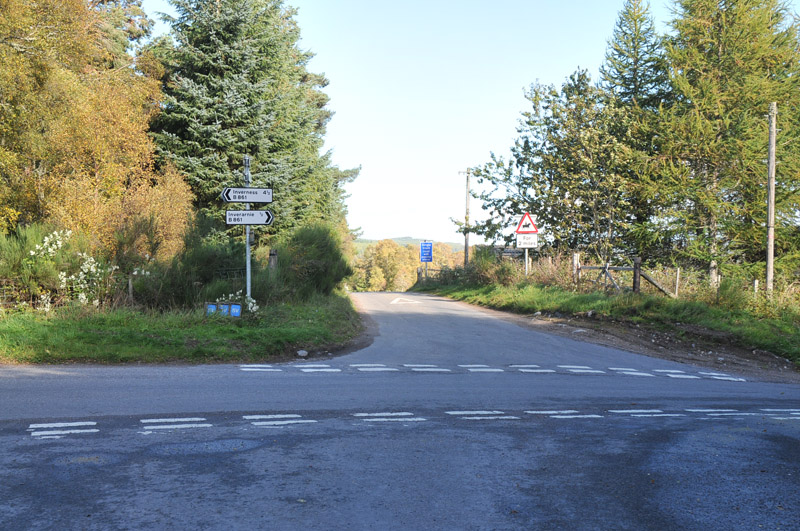
Straßenkreuzung in Balnafoich

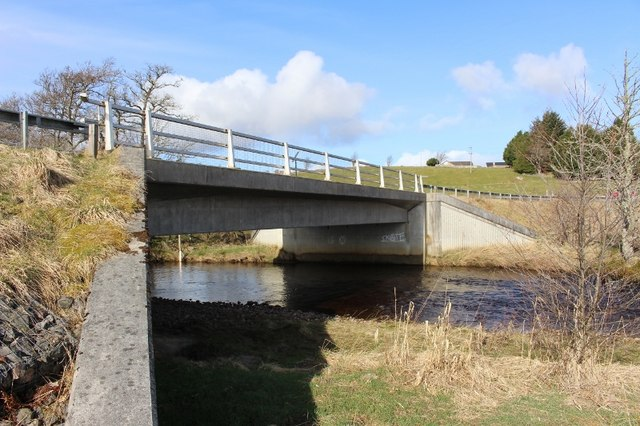
Brücke über den River Nairn

Balnafoich ist eine Ortschaft, die südöstlich von Inverness in der Region Highland im Norden von Schottland liegt. In der Nähe wurden die steinzeitlichen Cupmarks von Balnafoich gefunden. Historisch ist sie Teil der Gemeinde (Parish) Daviot and Dunlichity, aus der Ende des 20. Jahrhunderts die Community Council Area Strathnairn hervorging. In Bezug auf die traditionellen Grafschaften zählt Balnafoich zu Inverness-shire.
Der Ort Balnafoich liegt am linken Ufer des River Nairn. Über ihn führt die B861 mittels einer Brücke auf ihrem Weg von Inverness nach dem nahegelegenen Tombreck. Im Ort wird sie gekreuzt von einer niederrangigen Straße, die in nördlicher Richtung nach Daviot, in südlicher an die Ufer von Loch a' Chlachain und Loch Duntelchaig führt.